# 王衡 (天順進士)
王衡（？—？），山西承宣布政使司平陽府稷山縣（今山西省稷山縣）人，明朝政治人物、同進士出身。

## 生平
天順八年（1464年）甲申科進士，授浙江淳安知縣。成化七年，任浙江道監察御史，后改廵按遼東監察御史。
成化十四年（1479年），出為直隸松江府知府，丁内艰去職。改廣平府知府。弘治元年，升任浙江布政使左參政。弘治三年，升任陝西左布政使。因被陕西巡按御史张文考察署为不謹，王衡知道后怨愤，遂奏张文数事，双方以互相攻讦，皆下錦衣衛监狱，七年（1494年）六月王衡革职为民，李鸾降四级，张文降三级俱调外任。